# Electrocutor
Electrocutor (Electrocutioner en el original) es un personaje ficticio en el Universo de DC Comics. La versión actual apareció por primera vez en Detective Comics #644, (mayo de 1992), y fue creado por Chuck Dixon, Tom Lyle y Scott Hanna.

## Biografía del personaje ficticio

### Chamber Buchinsky
El hermano Chamber Buchinsky de Lester Buchinsky fue el primer Electrocutioner. Lester asumiría la identidad después.

### Mark Chelsses
El segundo Electrocutioner utilizó un traje aparejado para generar un choque eléctrico letal contra los delincuentes (incluyendo a Cannon y Saber), y entró en conflicto con Batman, quien desaprobaba su justicia extrema. Más tarde fue asesinado por Vigilante (Adrian Chase). Una versión no muerta de él fue llamada por Circe durante una batalla entre ella y los héroes de la Tierra.

### Lester Buchinsky
Inicialmente trabajando en la causa de la justicia al igual que el primer Electrocutioner, Lester Buchinsky se convirtió en un delincuente y mercenario. Demasiado dependiente de su capacidad para generar electricidad, Electrocutioner ha enfrentado (y fue derrotado por) Batman, Robin, y Nightwing. En al menos un plan, trabajando con Cluemaster para robar un camión blindado lleno de dinero, Spoiler trabaja para oponerse a él. Irónicamente, Spoiler resultaría ser la hija de Cluemaster. La estupidez del segundo compañero de Lester, una bestia descomunal con delirios de inteligencia, también obstaculiza sus planes. Durante un tiempo, Lester era visto con frecuencia al servicio del jefe del crimen de Blüdhaven Blockbuster.
En Infinite Crisis, Lester se convirtió en miembro de la Sociedad Secreta de Supervillanos.
Durante la 34º semana de la serie 52, Electrocutioner aparece como parte de una operación del Escuadrón Suicida contra Black Adam.
En la historia Rise and Fall, Flecha Verde sigue cazando a Electrocutioner que trabajaba con Prometheus, manteniendo en secreto la muerte del hombre, como el resto de la Liga de la Justicia trata de seguirle la pista. Flecha Verde se enfrenta a Electrocutioner, que explotó el dispositivo que devastó Star City en Justice League: Cry for Justice. Él está a punto de matar al hombre cuando Canario Negro lo detiene y en su discusión, Canario Negro se da cuenta de lo que hizo Flecha Verde. Electrocutioner escapó de la furia de Flecha Verde para acabar con Electrocutioner. Aunque Electrocutioner fue derrotado y horriblemente herido por Speedy. La llegada de Flecha Verde convence a Speedy que matar no es la respuesta y los dos arqueros lo ponen bajo custodia. Una vez que Electrocutioner despertó de su coma, Roy Harper juró vengarse. Él entró en la cárcel y mató a Electrocutioner, a pesar de todas las protestas de Flecha Verde.

## Poderes y habilidades
El traje de Electrocutioner posee circuitos que le permite a voluntad ya sea aturdir o matar a sus víctimas con un rayo de electricidad.

## En otros medios

### Televisión
En la serie animada Liga de la Justicia Ilimitada, Electrocutor fue visto haciendo un breve cameo en el primer episodio de la segunda temporada "El Gato y el Canario" en la Meta-Brawl de Roulette peleando con Bloodsport en un combate. Más tarde fue visto como un miembro de la Sociedad Secreta en los episodios "El Gran Robo de Cerebros" y "Vivo".

### Videojuegos
En Batman para la Nintendo, Electrocutioner era el jefe de la etapa 3. Él tenía un brazo-espada eléctrica que era utilizado para lanzar proyectiles de arco de alta tensión. Junto con la Polilla Asesina y Firebug, era un supervillano trabajando para el Joker.
Electrocutioner (Lester Buchinsky) aparecerá como uno de los asesinos en Batman: Arkham Origins. Tendrá voz de Steven Blum.